# NGC 1854

NGC 1854 est un amas globulaire situé dans la de la Dorade. Cet amas est situé dans le Grand Nuage de Magellan. Il a été découvert par l'astronome écossais James Dunlop en 1826. La nébuleuse au sud-est de l'amas est NGC 1858.

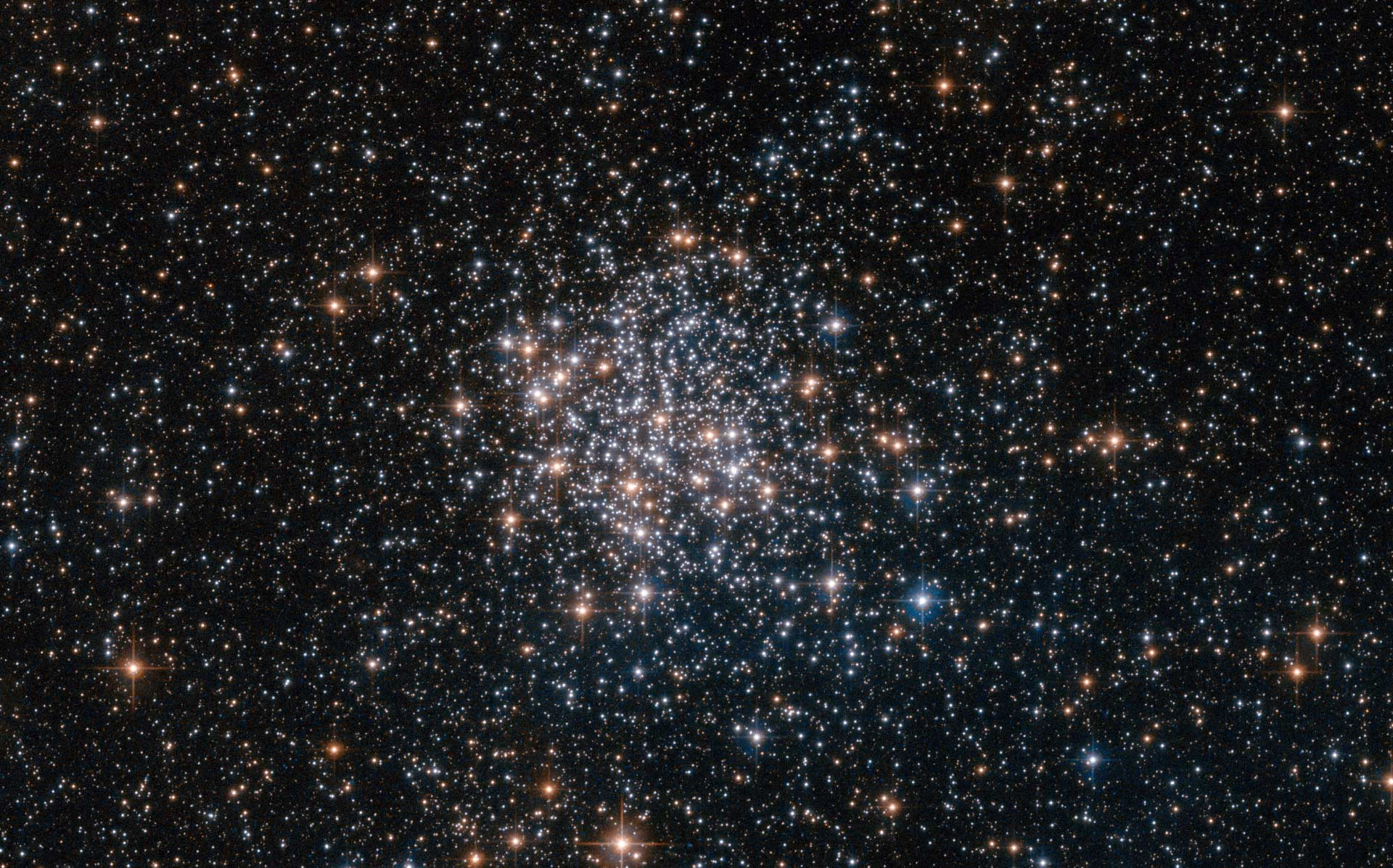
NGC 1854 par le télescope spatial Hubble.

NGC 1855 est le centre brillant de NGC 1854.